# ハムレット駅
ハムレット駅（英語：Hamlet Station）はアメリカ合衆国ノースカロライナ州ハムレット メイン・ストリート2にある駅。 全米各地を結ぶ旅客鉄道のアムトラックが乗り入れている。

## 概要
アムトラックのハムレット駅は1900年にシーボード・エア・ライン鉄道によって建設され、ノースカロライナ州で唯一のビクトリア朝クイーンアン様式の駅舎であり旅客駅と分割本部の機能を持っていた。駅舎は1992年に国家歴史登録財に登録された。駅舎の復元工事は連邦輸送基金を活用し1,170万ドルの費用をかけ、ハムレット市とノースカロライナ州運輸省 (NCDOT)の共同事業で2004年に完成した。復元工事は図面と準備作業を1997年に開始した。1999年までにCSXトランスポーテーションは、営業線に囲まれた建物の復元工事に関する懸念をハムレット市とノースカロライナ州運輸省 (NCDOT)に伝えた。そこで、駅舎を90度回転させ、線路を挟んで西側の地盤の安定した場所に移築することが決定された。2001年には、CSXトランスポーテーションは1ドルで駅をハムレット市に売却した。2003年3月に曳家工事会社は、移動のため駅はジャッキアップし回転させ、約64メートル移動し、2003年4月4日に駅舎は新たな基礎に据え付けられた。

## 利用可能な鉄道路線／列車
アムトラックの停車する列車は下記の通り。
ニューヨークとマイアミ間の夜行長距離列車シルバー・スター…1日1往復停車